# レーモン6世 (トゥールーズ伯)
レーモン6世・ド・トゥールーズ（Raymond VI de Toulouse, 1156年10月27日 - 1222年8月2日）は、中世のトゥールーズ伯（在位：1194年 - 1222年）。その他にメルゲイユ伯、ルエルグ伯、ナルボンヌ公、ゴティア侯、プロヴァンス辺境伯でもあった。レーモン8世とも呼ばれている。

## 生涯

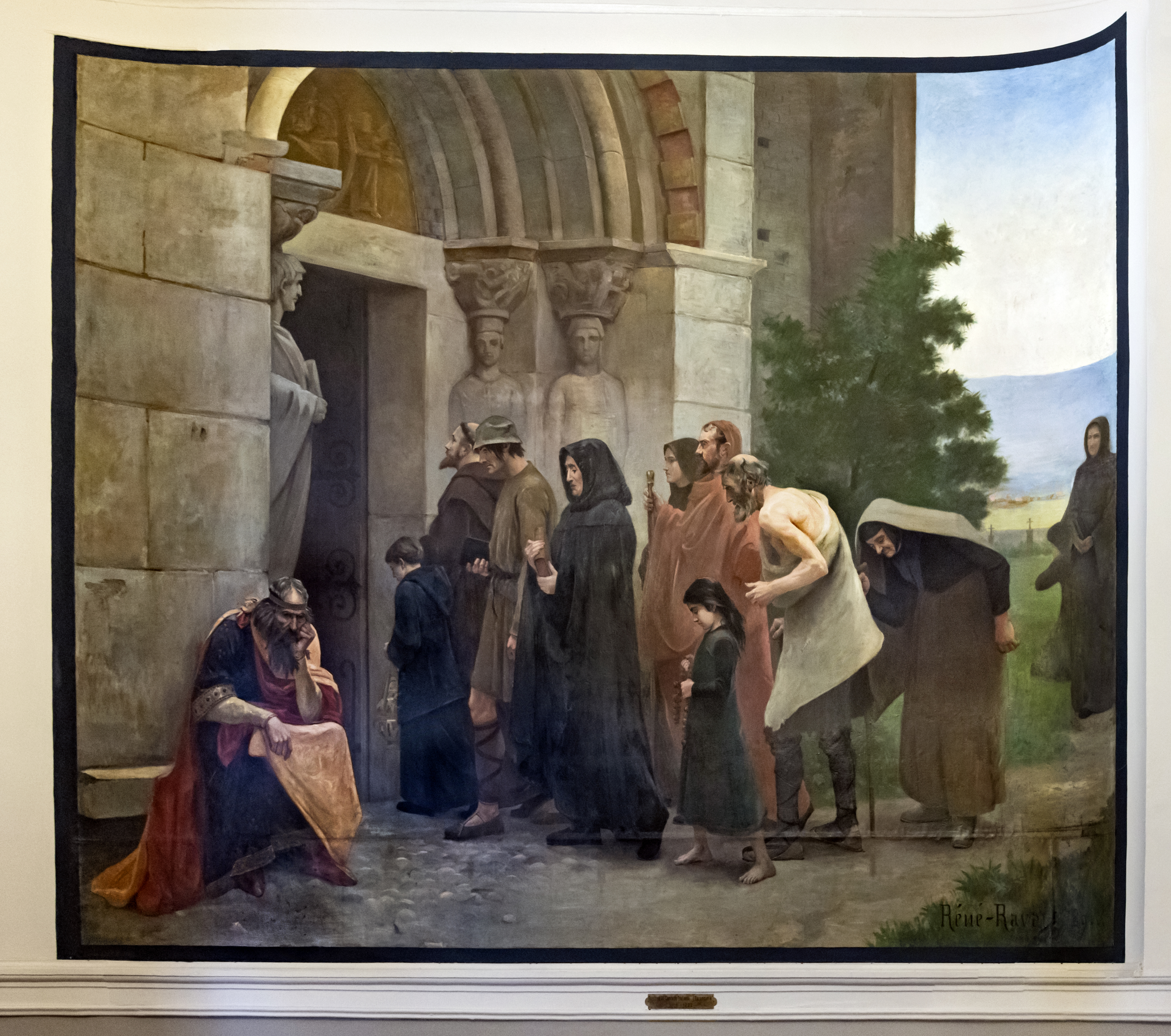
レーモン6世の破門

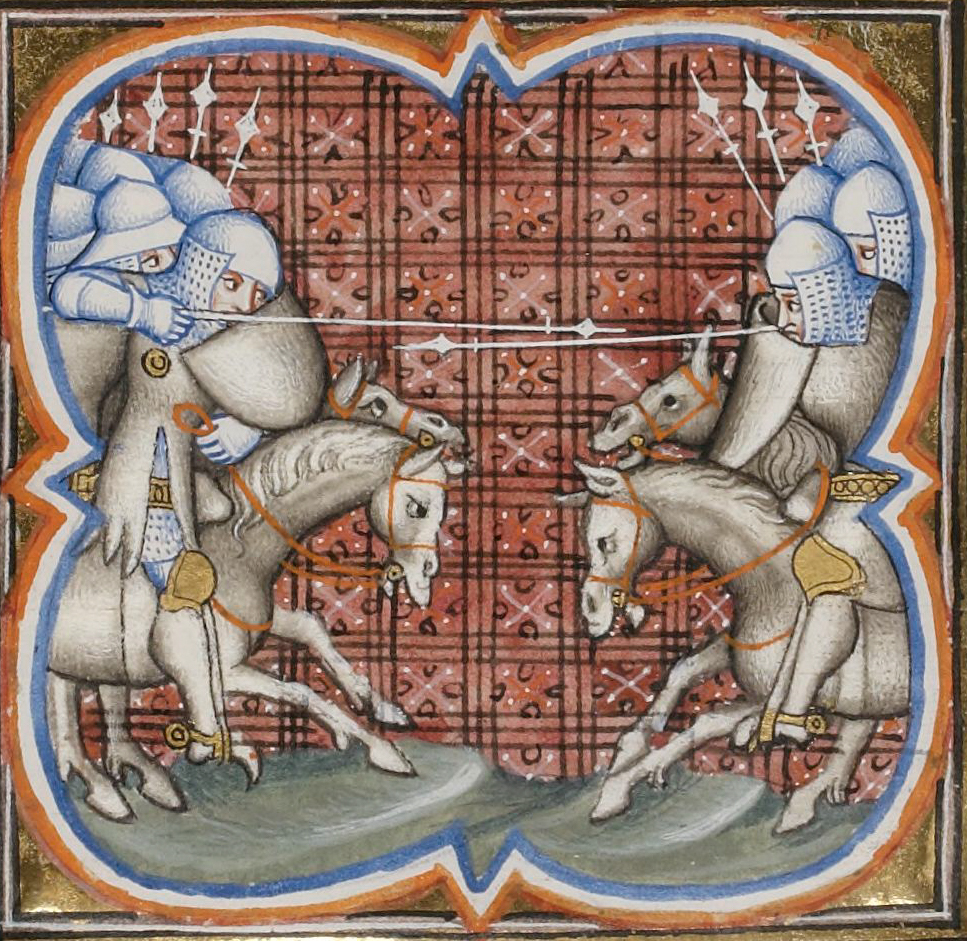
ミュレの戦い

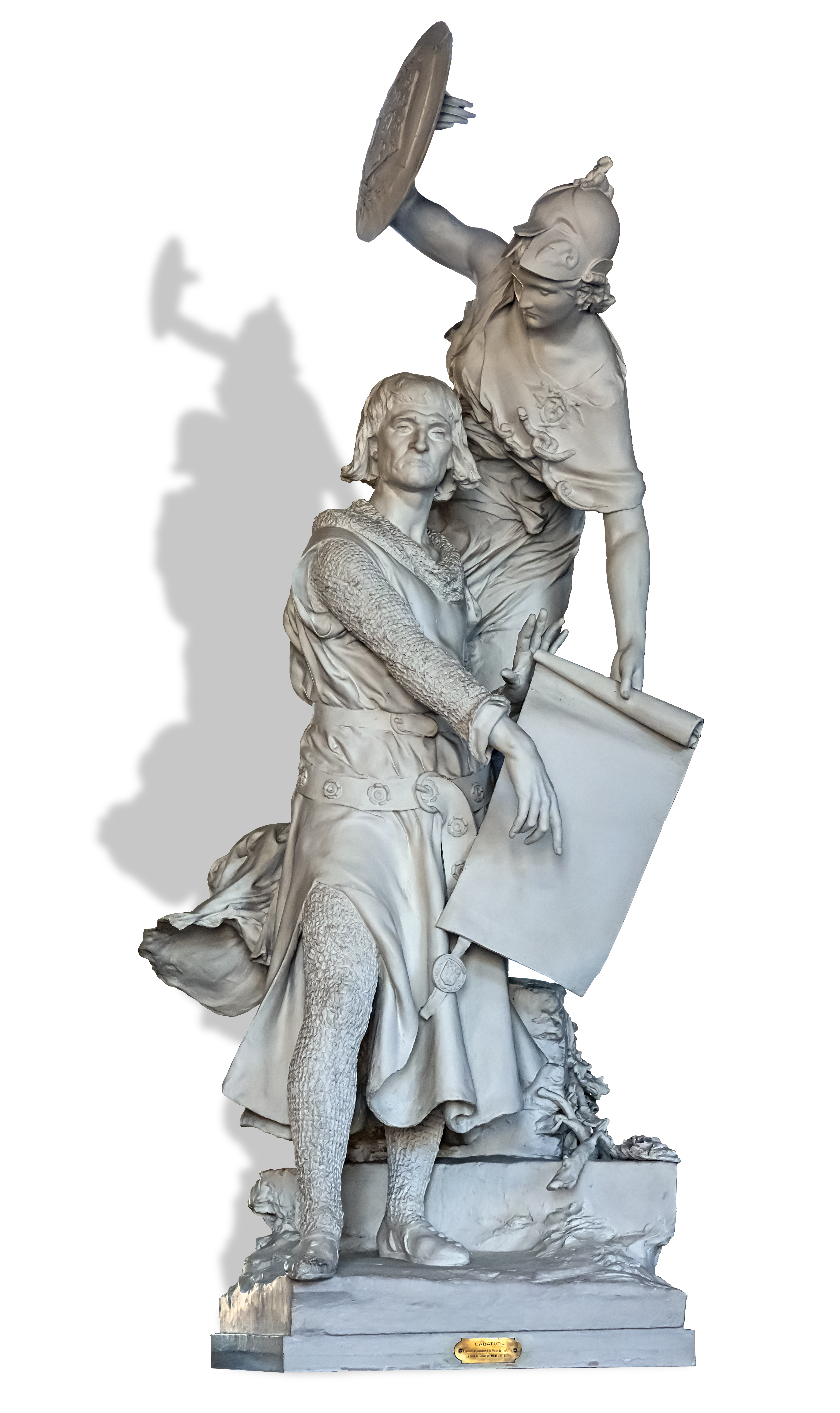
トゥルーズの町にシモン・ド・モンフォールの死を知らせるレーモン6世

レーモン5世と、王女コンスタンス・ド・フランス（フランス王ルイ6世の娘、ルイ7世の妹）の子として、サン＝ジルで生まれた。
彼は政治的であるというよりむしろ戦いを好む人物であった。彼は打算的で、好機到来を待つ人物であり、柔軟な政策を行い、最適な時期に盛り返すため何度も従うふりをしていた。このため彼はレスター伯シモン4世・ド・モンフォールからトゥールーズ伯領を取り返したのである。教養のある彼は、大勢の吟遊詩人を友に持っていた。
1176年に死んだ最初の妻、メルゲイユ女伯エルメセンドとの結婚によって、レーモンはメルゲイユ伯領を継承した。彼は2度目の妻に、トゥールーズ伯のライバルであるカルカソンヌおよびベジエの子爵ロジェ2世・ド・トランカヴェルの妹ベアトリスを迎えた。
1192年、聖地への第3回十字軍からイングランド王リチャード1世（獅子心王）と王妃ベレンガリアは帰国の途についていたが、彼らの乗った船は嵐で別れ別れとなり、リチャード1世はオーストリア公レオポルト5世に捕らえられて投獄され、一方のベレンガリアはラングドックに上陸した。父はベレンガリアからボルドー（当時アキテーヌ公領はイングランド王の領地であった）へ向かうためトゥールーズ伯領を通過する許可を求められ許したが、息子のレーモンはベレンガリアの連れていた侍女の一人であるブルゴーニュ・ド・リュジニャン（後にキプロス王となるエメリー・ド・リュジニャンの娘）と恋に落ち、ベアトリスを直ちに離縁したため、トランカヴェル家および3度目の妻ブルゴーニュとの間が緊張した。ベレンガリアの行列には、義妹（リチャード1世の妹）でシチリア王グリエルモ2世の未亡人であるジョーンも含まれていた。彼女は後にレーモン6世の妻となる。
1194年、父が死去した。レオポルト5世から釈放されたリチャード1世は、トゥールーザン地方に対するアキテーヌ公の優位を再び主張し始めたが、反対するフランス王フィリップ2世（尊厳王）と戦わなければならなかった。危険な戦争に投じるよりも、リチャード1世はトゥールーズ伯との同盟関係を望んだ。レーモン6世はブルゴーニュを離縁し、1196年10月にルーアンでジョーンと結婚した。彼女の持参金としてアジャン地方およびケルシーを受け取った。味方を失わないために、フィリップ2世はレーモン6世にフィジャックの町を与えている。
その後の数年間、トゥールーズ伯領やラングドックの諸子爵領では、ローマの影響なしに、異端の程度を理解し得ないうえ将来を憂えないカタリ派が広まった。父と同様レーモン6世は、利益や勢力分布をめぐってサン＝ジル修道院と係争中であった。レーモン6世は1196年に教会から破門され、1198年に解除されている。
彼はロジェ2世・ド・トランカヴェルと同盟関係を復活させ、トゥールーズ伯に臣従するトランカヴェル家、アルマニャック伯、コマンジュ伯、フォワ伯、モンペリエ子爵、ニーム子爵、ロデーズ子爵とともにラングドックに平和をもたらした。しかしながら、この封建関係はカペー朝のものと比べはるかに緩く、個人主義に走りがちで、不服従が横行した。
ジョーンに先立たれると、レーモン6世はアラゴン王女レオノールと再婚した。したがって、彼は父の敵の息子と和平を結んだことになる。トゥールーズにおいて、彼は自治体に自由を与え、免税を増やし、教会の周囲に設けられるソヴェテ（fr、外部から境界線が引かれ、ソヴェテに入った者は追及から逃れることができた）は自治体の全体に及んだ。
しかし、レーモン6世は異端カタリ派に傾倒するという罪に加担しているという疑いをかけられていた。1203年以降、フランス南部の異端と戦うため、シトー会修道士ピエール・ド・カステルノーがローマ教皇インノケンティウス3世より派遣された。レーモン6世は教皇使節への協力を拒否した。教皇使節はレーモン6世の破門とトゥールーズ伯領排斥をちらつかせた。1208年1月にカステルノーがトゥールーズ伯の従者に暗殺されつばを吐きかけられると、教皇の怒りを招いた。少なくとも殺人を誘発したとしてレーモン6世を非難し、破門することを認めたのである。インノケンティウス3世は、トゥールーズ伯の論理上の主君であるフィリップ2世にアルビジョア十字軍の派遣を依頼したが、王はこれを忌避した。教皇の新使節アルノー・アモーリーが十字軍を率いてくる前の1209年6月18日、サン＝ジル修道院の正面で、レーモン6世は自らに恥辱を与えられた（シャツと下着姿で謝罪させられた）。
レーモン6世は十字軍に同行したが、戦士というより傍観者であり、彼自身の陣営の妥協であった。この決定のために彼らの土地は侵略されることがなかった。十字軍の成功後（ベジエの大虐殺と攻略、カルカソンヌ包囲と攻略、そしてレーモン・ロジェ・トランカヴェルの死）、1209年8月以降十字軍を率いるレスター伯シモン4世・ド・モンフォールが、レーモン6世の地位と領地に脅威を与えるようになった。彼はモンフォールと友好を結ぼうとしたが、教皇使節の敵意にあった。彼は義兄弟であるアラゴン王ペドロ2世の協力を求めた。1210年1月から、レーモン6世は自らの地位を守るため、フィリップ2世、インノケンティウス3世、そしてプロヴァンス侯領の主君である神聖ローマ皇帝オットー4世のもとをめぐる長い旅を始めた。モンペリエの教会会議において1211年にレーモン6世は再び破門され、この評定を1211年4月に教皇が追認したため、彼は十字軍への抵抗運動を組織した。しかし彼はカステルノーダリを封鎖するモンフォールを排除することができなかった。
1213年1月、レーモン6世はペドロ2世に臣従を誓った。2人とフォワ伯は1213年9月のミュレの戦いに身を投じた。より規律の行き届いたモンフォール率いる十字軍が、この連合軍を破った。ナバス・デ・トロサの戦いの英雄であったペドロ2世は戦死した。レーモン6世も、カタリ派のトゥールーズ司教フォルク・ド・マルセイユも、1215年のモンフォールによるトゥールーズ征服を防げなかった。レーモン6世はアラゴン宮廷のあるバルセロナへ逃亡した。
1214年2月、レーモン6世はミュレの戦いで共に戦った弟ボードゥアンに命じてロルミー城を明け渡させ、裏切り者として処刑した。1215年にレーモン6世はローマへ赴いた。そこでは第4ラテラン公会議が行われており、トゥールーズ伯領の運命が議論されていた。モンフォールが支持されたためトゥールーズ伯位は失われたが、教皇はプロヴァンス侯の称号をレーモン6世の子（後のレーモン7世）に残した。
1216年5月、レーモン6世父子はマルセイユとアヴィニョンに凱旋し住民に迎えられた。父がバルセロナに逃れている間、父よりも進取の気性に富んだ若レーモンがボーケールを包囲し攻略したのである。1217年9月、モンフォールが本拠地としていたトゥールーズを若レーモンが陥落させた。シモン4世殺害後、息子アモーリー6世・ド・モンフォールが直ちに父の後を継承した。トゥールーズに帰還したレーモン6世は短い病のあと、1222年8月に死んだ。破門は解除されないままであった。

## 子女
レーモン6世は6度結婚している。1172年12月11日、メルゲイユ女伯エルメセンドと結婚したが、1176年に死別。
1178年、ベジエ子爵レーモン1世・トランカヴェルの娘ベアトリス・ド・ベジエと結婚し、1女をもうけた。1193年離婚し、ベアトリスは修道院に隠棲した。
- コンスタンス[6] - ナバラ王サンチョ7世と結婚、アンデューズ領主ピエール＝ベルモン2世・ド・ソーヴと再婚。

1193年にキプロス王エメリーの娘ブルゴーニュ・ド・リュジニャンと結婚。1196年離婚。
1196年10月にルーアンにおいて、ジョーン・オブ・イングランドと結婚。1199年9月4日、ジョーンは男児を死産して急逝した。
- レーモン7世（1197年 - 1249年）
- ジャンヌ（1198年 - 1255年） - ベルナール2世・ド・ラ・トゥール（1190年 - 1253年）と結婚

1200年、キプロス太守イサキオス・コムネノスの娘と結婚したが、1202年離婚。この女性は後にフランドル伯フィリップ1世の庶子ティエリー・ド・フランドルと再婚した。
1204年1月、アラゴン王アルフォンソ2世の娘レオノールと結婚。
また、以下の庶子がいる。
- ベルトラン - ブルニケル、モンクラールおよびサルヴァニャック子爵
- ギエメット - アジュネのセネシャル・ユーグ・ダルファロと結婚
- レーモンド - エスピナス修道院の修道女